# ミラボー駅 (パリ)

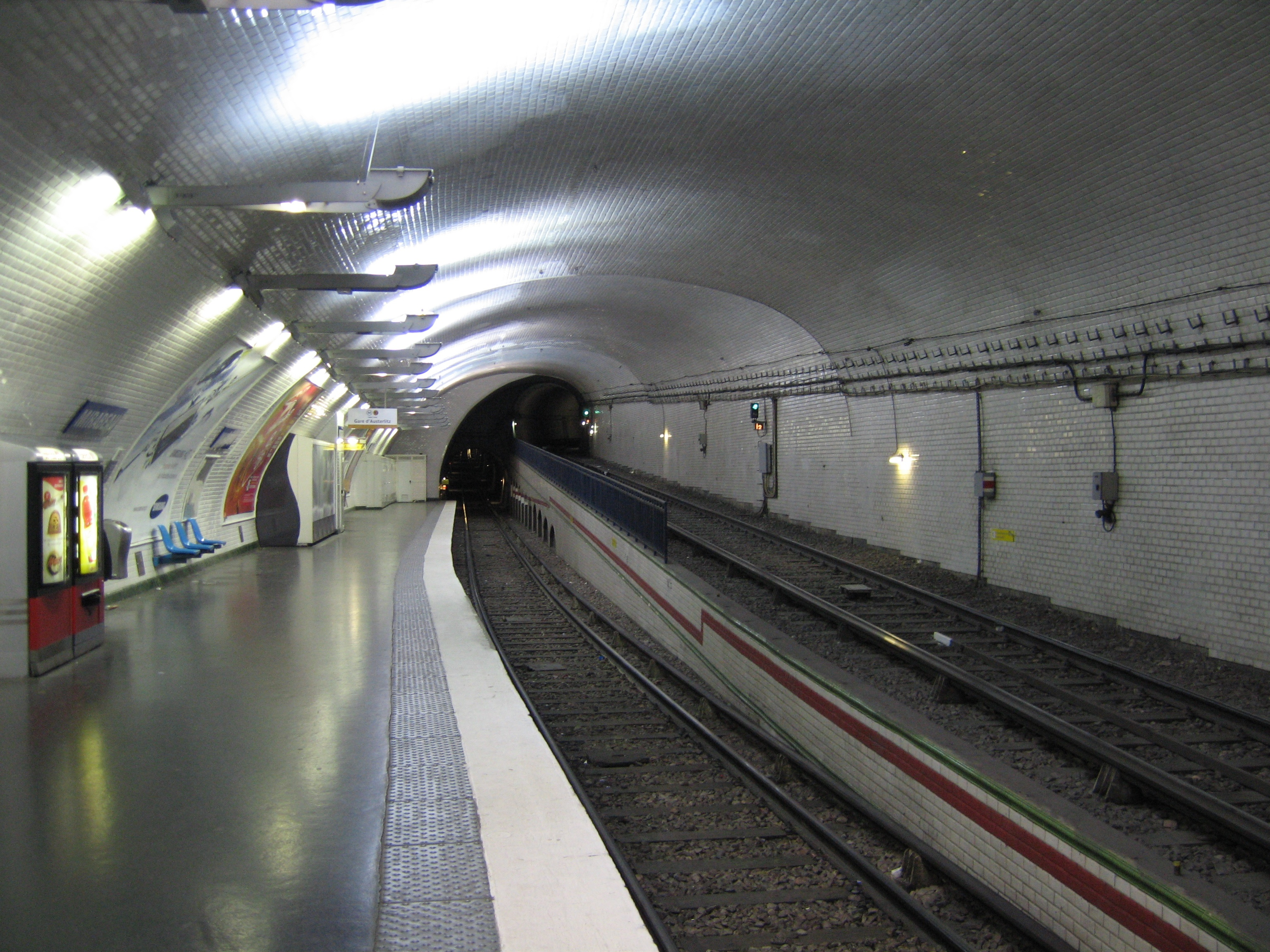
ミラボー駅のプラットホーム
南側の分岐線からジャベル＝アンドレ・シトロエンに向かう東行の一面しかなく、エグリーズ・ドトゥイユに向かう西行は通過して北側の分岐線に入る

ミラボー駅（仏 : Mirabeau）は、フランスのパリ地下鉄10号線の駅である。1913年開業。フランス革命期の政治家オノーレ・ミラボーにちなんで命名された。
この駅の特徴は東方向、オステルリッツ駅方面行きのプラットホームしかないことである。従って西方向の列車は通過する。これはセーヌ川を渡りエグリーズ・ドートゥイユ駅に到達するまでの勾配が急だからである。

## 駅付近の名所
- ミラボー橋

## 隣の駅
パリメトロ
10号線
シャルドン・ラガシュ駅(Chardon Lagache) >(一方通行)> ミラボー駅 - ジャヴェル-アンドレ・シトロエン駅(Javel - André Citroën)

## 位置情報
北緯48度50分48.35秒 東経2度16分18.04秒 / 北緯48.8467639度 東経2.2716778度